# Al Jean
Al Jean (Farmington Hills, Míchigan, 9 de enero de 1961) es un productor y escritor estadounidense, reconocido principalmente por su trabajo en la serie animada Los Simpson.

## Biografía
Durante su juventud, Jean trabajó en la ferretería de su padre, en Míchigan. Se graduó de la Escuela Secundaria Harrison y, posteriormente, asistió a la Universidad Harvard, en donde se licenció en Matemática y colaboró con la publicación Harvard Lampoon.
Ha escrito artículos para la revista National Lampoon, y libretos para The Tonight Show, ALF y The PJs. En 1994, junto con Mike Reiss, creó la serie animada The Critic, la cual fue emitida y cancelada tanto en la ABC como en FOX, antes de tener éxito en reposiciones de Comedy Central. Luego a esto, creó una serie de cortos de Internet basados en el personaje Jay Sherman, en el año 2001. 
Fue productor ejecutivo durante la tercera y cuarta temporada de Los Simpson.
Junto con Mike Reiss. Previamente, había escrito y producido episodios desde el inicio de la serie. Fue uno de los productores y guionistas de Los Simpson: la película. Se desempeña como productor ejecutivo de Los Simpson desde la decimotercera temporada hasta la actualidad. Jean aparece frecuentemente en los comentarios de DVD de Los Simpson, formando parte de los comentarios de casi todos los episodios que ha producido o en los que ha colaborado.
Jean es también el creador de la serie cibernética "Jesus and His brothers", de Icebox.com.

## Episodios de Los Simpson en los que contribuyó
Antes de ser uno de los productores de la serie contribuyó con algunos episodios y fue guionista de los siguientes episodios:
- "There's No Disgrace Like Home"
- "Moaning Lisa"
- "The Telltale Head"
- "The Way We Was"
- "Stark Raving Dad"
- "Treehouse of Horror II"
- "Lisa's Pony"
- "Treehouse of Horror III"
- "'Round Springfield"
- "Simpsoncalifragilisticexpiala(Annoyed Grunt)cious"
- "Lisa's Sax"
- "Mom and Pop Art"
- "Guess Who's Coming to Criticize Dinner?"
- "Hello Gutter, Hello Fadder"
- "HOMR"
- "Day of the Jackanapes"
- "Children of a Lesser Clod"
- "Covercraft"
- "I Won't Be Home for Christmas"
- "YOLO"